# Ayria
 (juillet 2025).
Motif : aucune sources secondaires centrées
- Archive Wikiwix
- Bing
- Cairn
- DuckDuckGo
- E. Universalis
- Gallica
- Google
- G. Books
- G. News
- G. Scholar
- Persée
- Qwant
- (zh) Baidu
- (ru) Yandex
- (wd) trouver des œuvres sur Wikidata

| 1. | Préciser le motif de la pose du bandeau. | Précisez le motif de la pose du bandeau en utilisant la syntaxe suivante : {{admissibilité à vérifier\|date=juillet 2025\|motif=remplacez ce texte par le motif}}          |
| 2. | Informer les utilisateurs concernés.     | Pensez à avertir le créateur de l'article, par exemple, en insérant le code ci-dessous sur sa page de discussion : {{subst:avertissement admissibilité à vérifier\|Ayria}} |

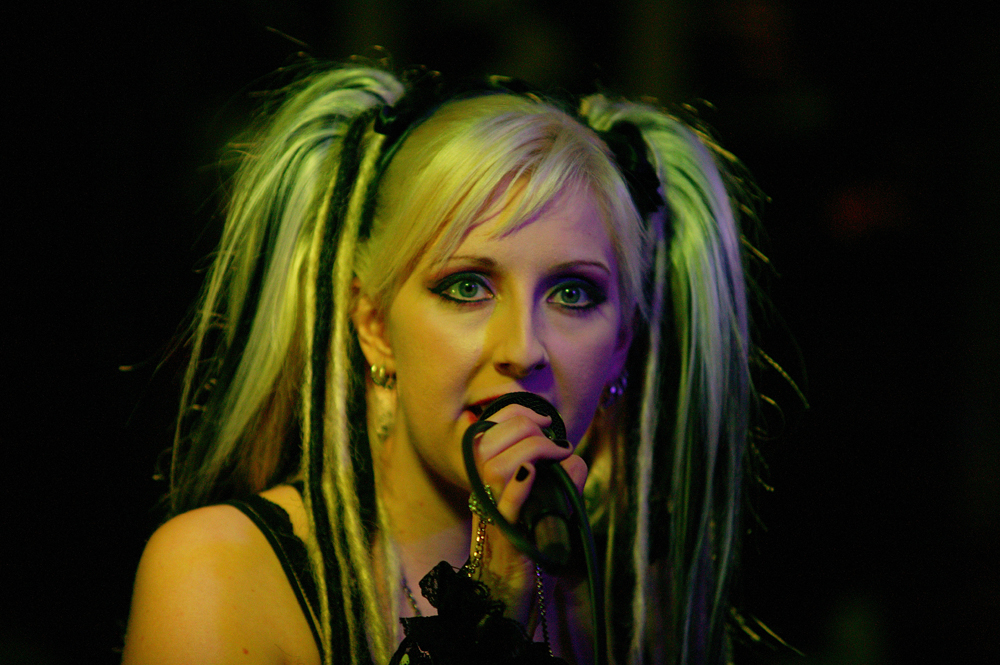
Photographed by John Kloepper at Lucky Devils in El Paso Tx

Ayria est avant tout un projet musical de Jennifer Parkin (Toronto). À la suite de son départ du groupe Epsilon Minus en 2003, Parkin a chanté comme invitée sur la chanson "Letting Go" de Glis, un projet solo de Shaun Frandsen (Seattle). Le succès de la chanson a inspiré une collaboration entre eux. L'ambiance sonore amenée principalement par Frandsen, mais incluant aussi des performances d'Iris, Massiv in Mensch et d'autres artistes populaires de la scène industrielle et synthpop, et la voix particulière de Parkin, ont été assemblés pour former le premier album d'Ayria, Debris, sorti en 2003 sur le label Alfa Matrix.
Debris a attiré une l'attention au-delà des frontières, et plusieurs hits en sont tirés (notamment "Disease"), et une série de petites tournées aux États-Unis, Canada, Mexique, avec parfois la présence de Mike Wimer de Noxious Emotion aux percussions.
Pendant ce temps, Parkin a participé comme invitée sur plusieurs autres projets, dont Aïboforcen (Belgique) et Implant, ainsi qu'Isis Signum (Mexico).
Tandis que la tournée pour Debris prenait fin, Parkin a commencé à écrire la musique du second album de son côté, avec l'aide pour la production de Joseph Byer de vo1d. Flicker (sorti en 2005) reflète des sons plus divers et plus distinctifs, avec plusieurs chansons d'influence minimal techno et des débuts des prestations EBM comme Nitzer Ebb.
À la fin de 2005, la tournée pour Flicker a commencé avec plusieurs dates au Canada et une tournée sur la côte Ouest (avec Eric Gottesman de Psyclon Nine). Milieu 2006, le live d'Ayria était complété par des basses et des guitares, générant une atmosphère différente de celle des autres albums.
La nouvelle sortie d'Ayria depuis la sortie de Flicker est "The gun Song", présent sur la compilation Alfa Matrix- Re:connected 2.0, sortie en août 2006.

## Discographie

### Albums
- Debris (Alfa Matrix, 2003)
- Flicker (Alfa Matrix, 2005)
- Hearts For Bullets (Alfa Matrix, 2008)
- Plastic Makes Perfect (2012)

### EP
- My Revenge On The World (Alfa Matrix, 2005)
- The Gun Song EP (Alfa Matrix, 2008)

### Compilation albums
- Cyberl@b 4.0 (Alfa Matrix, 2003)
- square matrix 004 (Alfa Matrix, 2004)
- ADVANCED CLUB 0.1
- Re:connected [1.0] (Alfa Matrix, 2004)
- United Vol.I (NoiTekk, 2005)
- Endzeit Bunkertracks: Act I (Alfa Matrix, 2005)
- Cyberl@b 5.0 (Alfa Matrix, 2005)
- Re:connected [2.0] (Alfa Matrix, 2006)
- Fxxk The Mainstream [vol.1] (Alfa Matrix, 2007)
- Endzeit Bunkertracks: Act III (Alfa Matrix, 2007)